# Nuvoton
Nuvoton Technology Corporation (кит.: 新唐科技股份有限公司) це тайванська напівпровідникова компанія, заснована у 2008 році. Вона виникла як дочірня компанія Winbond Electronics Corp. до того, як стала незалежним суб'єктом господарювання.

## Опис
Nuvoton спеціалізується на розробці та виробництві різноманітних напівпровідникових виробів, включаючи мікроконтролери, аудіопристрої, хмарні та обчислювальні мікросхеми, а також надає ливарні послуги. Зокрема, мікросхеми побутової електроніки компанії зосереджені на мікроконтролерах та мікросхемах для обробки голосу та мовлення. Сімейство NuMicro, що включає мікроконтролери ARM Cortex-M0, відоме своєю щільністю та функціональністю. У лінійці комп'ютерних ІС Nuvoton розробляє і виробляє ключові мікросхеми для материнських плат, ноутбуків і серверів, пропонуючи комплексні рішення, включаючи компоненти супер введення-виведення, генератори тактових імпульсів, мікросхеми моніторингу обладнання, мікросхеми управління живленням, мікросхеми безпеки TPM, контролери клавіатури ноутбуків і вбудовані контролери для мобільних платформ.
Nuvoton має завод з виробництва шестидюймових пластин, який надає ливарні послуги не лише для власної продукції ІС, а й для обраних партнерів-виробників.

## Історія
У вересні 2020 року Nuvoton завершила придбання підрозділу з виробництва мікросхем Panasonic за 250 мільйонів доларів США в рамках повністю грошової транзакції. Цей стратегічний крок був спрямований на посилення присутності Nuvoton в автомобільній та автоматизованій галузях.